# Helidon
Helidon is een plaats in de Australische deelstaat Queensland en telt inwoners (2006).